# Хитати-Футю (княжество)
Княжество Хитати-Футу (яп. 常陸府中藩 Хитати-Футу-хан) — феодальное княжество (хан) в Японии периода Эдо (1602—1871), в провинции Хитати региона Токайдо на острове Хонсю (современная префектура Ибараки).

## Краткая история
Административный центр княжества: замок Исиока (современный город Исиока, префектура Ибараки).
Доход хана:
- 1602—1623 годы — 10 000 коку риса
- 1623—1645 годы — 10,000->15,000->13,930->18,000->13,000 коку
- 1700—1871 годы — 20 000 коку риса

Княжество Хитати-Футу было образовано в 1602 году. Его первым правителем стал Рокуго Масанори (1567—1634), вассал Тоётоми Хидэёси и Токугава Иэясу. В 1600 году он участвовал на стороне Токугавы Иэясу в битве при Сэкигахара. В 1602 году Рокуго Масанори получил во владение домен Футу (провинция Хитати) с доходом 10 000 коку. В 1623 году он был переведен в Хондзё-хан в провинции Дэва.
В 1623-1645 годах княжеством владел род Минагава. В 1623 году в Футу был переведен Минагава Хиротэру (1548—1628), бывший правитель Иияма-хана (провинция Синано). В 1625 году он передал власть в домене своему второму сыну Минагаве Такацунэ (1581—1645). В 1645 году ему наследовал старший сын Минагава Нарисато (1624—1645), который в том же году умер, не оставив наследников.
В 1645-1700 годах Хитати-Футу-хан находился под прямым управлением сёгуната Токугава.
В 1700-1871 годах княжеством управлял род Мацудайра (ветвь Мито), происходивший из рода Токугава, правившего в княжестве Мито. В 1700 году в Футу-хан был переведен из Хонаи-хана Мацудайра Ёритака (1630—1707). Его потомки правили в Футу-хане вплоть до 1871 года.
В 1869 году Хитати-Футу-хан был переименован в Исиока-хан (石岡藩). Княжество было ликвидировано в 1871 году.

## Правители княжества
- Род Рокуго, 1602—1623 (фудай-даймё)

| № | Имя             | Имя      | Годы правления | Годы жизни  | Примечания                              |
| - | --------------- | -------- | -------------- | ----------- | --------------------------------------- |
| 1 | Рокуго Масанори | 六郷政乗 | 1602 — 1623    | 1567 — 1634 | Вассал Тоётоми Хидэёси и Токугава Иэясу |

- Род Минагава, 1623—1645 (фудай-даймё)

| № | Имя               | Имя      | Годы правления | Годы жизни  | Примечания                              |
| - | ----------------- | -------- | -------------- | ----------- | --------------------------------------- |
| 1 | Минагава Хиротэру | 皆川広照 | 1623 — 1625    | 1548 — 1628 |                                         |
| 2 | Минагава Такацунэ | 皆川隆庸 | 1625 — 1645    | 1581 — 1645 | Второй сын и преемник Минагавы Хиротэру |
| 3 | Минагава Нарисато | 皆川成郷 | 1645 — 1645    | 1624 — 1645 | Старший сын Минагавы Такацунэ           |

- Род Мацудайра (ветвь Мито), 1700—1871 (симпан-даймё)

| №  | Имя                | Имя      | Годы правления | Годы жизни  | Примечания                                            |
| -- | ------------------ | -------- | -------------- | ----------- | ----------------------------------------------------- |
| 1  | Мацудайра Ёритака  | 松平頼隆 | 1700 — 1705    | 1630 — 1707 | Сын Токугавы Ёрифусы                                  |
| 2  | Мацудайра Ёриюки   | 松平頼如 | 1705 — 1707    | 1673 — 1707 | Третий сын Мацудайры Ёритаки                          |
| 3  | Мацудайра Ёриаки   | 松平頼明 | 1707 — 1733    | 1691 — 1733 | Приёмный сын Мацудайры Ёриюки                         |
| 4  | Мацудайра Ёринага  | 松平頼永 | 1733 — 1735    | 1714 — 1735 | Старший сын и преемник Мацудайры Ёриаки               |
| 5  | Мацудайра Ёритоми  | 松平頼幸 | 1735 — 1742    | 1719 — 1742 | Четвертый сын Мацудайры Ёриаки                        |
| 6  | Мацудайра Ёридзуми | 松平頼済 | 1742 — 1784    | 1720 — 1784 | Сын Мацудайры Ёрисады, усыновлён Мацудайрой Ёритоми   |
| 7  | Мацудайра Ёрисаки  | 松平頼前 | 1784 — 1795    | 1743 — 1824 | Старший сын Мацудайры Ёридзуми                        |
| 8  | Мацудайра Ёрихиса  | 松平頼説 | 1795 — 1833    | 1778 — 1833 | Внук Мацудайры Ёридзуми, усыновлён Мацудайрой Ёрисаки |
| 9  | Мацудайра Ёрицугу  | 松平頼縄 | 1833 — 1868    | 1805 — 1884 | Старший сын и преемник Мацудайры Ёрихисы              |
| 10 | Мацудайра Ёрифуми  | 松平頼策 | 1868 — 1871    | 1848 — 1887 | Третий сын Мацудайры Ёрицугу                          |